# Ko Chan (huyện)
Ko Chan (tiếng Thái: เกาะจันทร์) là một huyện (‘‘amphoe’’) ở tỉnh Chonburi, Thái Lan.

## Lịch sử
Tiểu huyện đã được thành lập ngày 1 tháng 7 năm 1997 từ việc tách phần phía đông của Phanat Nikhom.
Theo quyết định của chính phủ Thái Lan ngày 15 tháng 5 năm 2007, tất cả 81 tiểu huyện đều được nâng thành huyện. Với việc đăng Công báo hoàng gia ngày 24 tháng 8, quyết định nâng cấp này thành chính thức.

## Địa lý
Các huyện giáp ranh (từ phía bắc theo chiều kim đồng hồ) là Plaeng Yao, Sanam Chai Khet và Tha Takiap của tỉnh Chachoengsao và Bo Thong và Phanat Nikhom của tỉnh Chonburi.

## Hành chính
Huyện này được chia thành 2 phó huyện (tambon), các đơn vị này lại được chia thành 27 làng (muban). Ko Chan và Tha Bunmi đều là các đô thị tiểu huyện (thesaban tambon) và mỗi đơn vị nằm trên một số vùng đất của tambon cùng tên. Ngoài ra có 2 tổ chức hành chính tambon (TAO).
| Số TT | Tên        | Tên tiếng Thái | Số làng | Dân số |  |
| ----- | ---------- | -------------- | ------- | ------ |  |
| 1.    | Ko Chan    | เกาะจันทร์       | 15      | 18352  |  |
| 2.    | Tha Bun Mi | ท่าบุญมี          | 12      | 16549  |  |